# Género musical
Un género musical es una categoría que reúne composiciones musicales que comparten distintos criterios de afinidad, tales como su función (música de danza, música religiosa, música de cine...), su instrumentación (música vocal, música instrumental, música electrónica...), el contexto social en que es producida o el contenido de su texto.
Mientras que las tradicionales clasificaciones académicas en géneros musicales han atendido fundamentalmente a la función de la composición musical (para qué es compuesta la pieza, como en los ejemplos anteriores), las clasificaciones por géneros de la música moderna, usadas por la industria discográfica, han atendido más a criterios específicamente musicales (ritmo, instrumentación, armonía...) y a características culturales, como el contexto geográfico, histórico o social; se ha asimilado así el concepto de género musical al de estilo musical, y es habitual que hoy se califique como género al flamenco, al rock o al country (ejemplo: «el rock es un género musical de ritmo muy marcado»).

## Clasificación académica de los géneros musicales
Tradicionalmente se han separado por géneros las obras musicales según para qué fin han sido compuestas, esto es, según su función social y su instrumentación (criterios funcionales o materiales).

### Clasificación por función
- Música religiosa: la que ha sido creada para alguna ceremonia o culto religioso (misa, etc.).
- Música profana: es el género al que pertenece toda música no religiosa.
- Música de danza:es música específicamente compuesta para facilitar o acompañar el baile.
- Música dramática: pertenecen a este género las obras musicales teatrales, en la que los cantantes actúan representando a su personaje a la vez que cantan (ópera, musical, etc.). Entre ellas distinguimos:
  - Ópera seria
  - Intermezzo (Italiana)
  - Opera buffa (Italia)
  - Tragédie lyrique (Francia)
  - Comédie-ballet (Francia)
  - Opéra-comique (Francia)
  - Opéra-ballet (Francia)
  - Grand opéra (Francia)
  - Singspiel (área germánica)
  - Zarzuela (España)
  - Opereta
  - Musical
  - Oratorio, género no religioso litúrgico.
- Música incidental: es la música que acompaña una obra teatral, un programa de televisión, un programa de radio, una película, un videojuego y otras formas de expresión que no son en principio musicales.
- Música cinematográfica: es la música, por lo general orquestada, compuesta para acompañar las escenas de una película o teatros y apoyar la narración cinematográfica. Aunque se la puede considerar como un tipo de música incidental, constituye por sí misma un género musical.

### Clasificación por música
- Música vocal : toda música en que interviene la voz. A la música vocal sin ningún tipo de acompañamiento se le denomina “acapella”. Si se trata de un conjunto de voces se le llama música coral.
- Música instrumental: obras interpretadas exclusivamente por instrumentos musicales, sin participación de la voz. Dentro de la música clásica, si la agrupación de instrumentos es reducida se habla de música de cámara. Cuando la obra musical es interpretada por una orquesta se habla de música sinfónica. Si los instrumentos que ejecutan la obra son electrónicos, hablamos de música electrónica.
- Música pura o abstracta: es música sin referencia a lo extramusical; no trata de describir o sugerir algo concreto más allá de lo que el oyente sea capaz de percibir y sentir
- Música programática: es la que se basa en un programa literario, guía o argumento extramusical. Es música que intenta contar una historia o cuento, la vida de un personaje, etc. Una derivación de este género es la música descriptiva, que es la que describe un paisaje, fenómeno o acontecimiento (una batalla, una tormenta, etc.)

## Los géneros musicales en la música actual
Cuando la expresión "género musical" es usada actualmente en contextos no académicos, como los comerciales, en las sociedades de autores o por la crítica de música popular, es utilizada como sinónimo de estilo musical. Suelen hoy distinguirse tres grandes familias de estilos o géneros: música culta, música folclórica y música popular.

### Música culta
La música culta es también conocida como música clásica, docta o académica. El apelativo de música clásica es un término muchas veces impreciso pero profundamente arraigado e institucionalizado en la sociedad, además del modo habitual de referirse a otros vocablos similares, que aparece por primera vez en el Oxford English Dictionary de 1836. Implica todo tipo de consideraciones teóricas, estéticas y estructurales y habitualmente conlleva una larga tradición escrita, por lo que sus intérpretes suelen tener años de formación en un conservatorio.

### Música folclórica o tradicional
La música tradicional se ha transmitido oralmente de generación en generación al margen de la enseñanza musical académica como una parte más de los valores y de la cultura de un pueblo. Así pues, tiene un marcado carácter étnico que normalmente la hace difícil de comprender a escala internacional, aunque existen excepciones notables como el flamenco, la jota, el samba y, en general, todos los ritmos latinos que hayan mantenido cierta entidad propia con el tiempo. En los últimos tiempos se han agrupado en la denominación artificial conocida como músicas del mundo (en inglés world music).
El fragmento que has proporcionado habla sobre la música tradicional y cómo ha sido transmitida a lo largo de generaciones fuera del ámbito de la enseñanza musical académica. Esta música es parte integral de los valores y la cultura de un pueblo en particular. Al ser transmitida oralmente, a menudo tiene un fuerte carácter étnico que puede hacer que sea difícil de entender o apreciar a nivel internacional. Sin embargo, hay excepciones notables, como el flamenco, la jota, el samba y otros ritmos latinos que han mantenido su identidad y han sido apreciados más allá de sus regiones de origen zedlouder .
Para abordar la diversidad musical que existe en el mundo, se ha creado el término "músicas del mundo" (world music en inglés). Esta categoría abarca una variedad de géneros musicales tradicionales y folclóricos de diferentes culturas y países. La etiqueta de "músicas del mundo" sirve para agrupar y promover la apreciación y comprensión de estas expresiones musicales diversas y ricas en sus tradiciones y raíces culturales.

### Música popular
La música popular se opone a la música académica y es un conjunto de estilos musicales que, a diferencia de la música tradicional o folclórica, no se identifican con naciones o etnias específicas. Por la sencillez y corta duración de sus formas, no suelen requerir de conocimientos musicales elevados para ser interpretados y se comercializan y difunden gracias a los medios de comunicación de masas. Esta última afirmación es discutida desde muchos ámbitos de compositores e intérpretes y cada vez más tiende a pensarse a la música popular y la música culta como músicas de prácticas diferentes, si bien comparten muchas características de su lenguaje. Existen músicas populares que requieren habilidades musicales elevadas y por otro lado músicas cultas extremadamente sencillas. En general puede decirse que la música culta viene de la música escrita en partituras y la popular de la tradición no escrita, sea esta popular o profesional. En parte, el surgimiento de los medios masivos de difusión y el negocio de la música han contribuido a desdibujar los límites entre estas músicas.
Dicho brevemente, puede afirmarse que la música popular surge en Europa con la llegada de la Revolución industrial en el siglo XVIII, cuando la mejora tecnológica hace posible que los fabricantes puedan comenzar a producir instrumentos musicales en serie y a venderlos a un precio razonable, llegando así a la clase media. Otro avance importante en el desarrollo de este tipo de música se produce en el siglo XIX gracias al fonógrafo de Edison y al gramófono de Berliner, que permiten al público en general grabar su propia música o escuchar la música compuesta por los demás sin necesidad de asistir a un concierto en directo. De hecho, a finales de los años veinte del siglo siguiente, muchos compositores prestigiosos e intérpretes populares ya habían efectuado múltiples grabaciones que pudieron difundir a través de otros inventos modernos de la época como la radio y, posteriormente, la televisión. Pero no será hasta la década de los cincuenta cuando la música popular alcance realmente la divulgación que tiene hoy en día gracias al desarrollo del rock and roll y a la popularidad que alcanzaron las gramolas en los bares, pubs, cafeterías y restaurantes. Además, no tuvo que pasar mucho tiempo antes de que apareciesen en el sector nuevos estilos como la música pop, música electrónica, heavy metal, punk, hip hop, y reguetón, hasta tal punto que actualmente los estilos musicales son tantos y tan variados, y las fronteras tan difusas, que es difícil saber cuando se está hablando de uno y cuando de otro.
Actualmente existen multitud de estilos musicales en constante evolución. Desde los que presentan una asentada concepción (tango, blues, salsa, hip hop, entre otros); hasta amplias y difusas categorías musicales que abarcan un marco absolutamente heterogéneo musicalmente, de nueva creación por parte de las discográficas para acercar la música al profano y facilitar su clasificación en los por ellas denominados "géneros": (música rock, música universal o world music, música electrónica, entre otros).

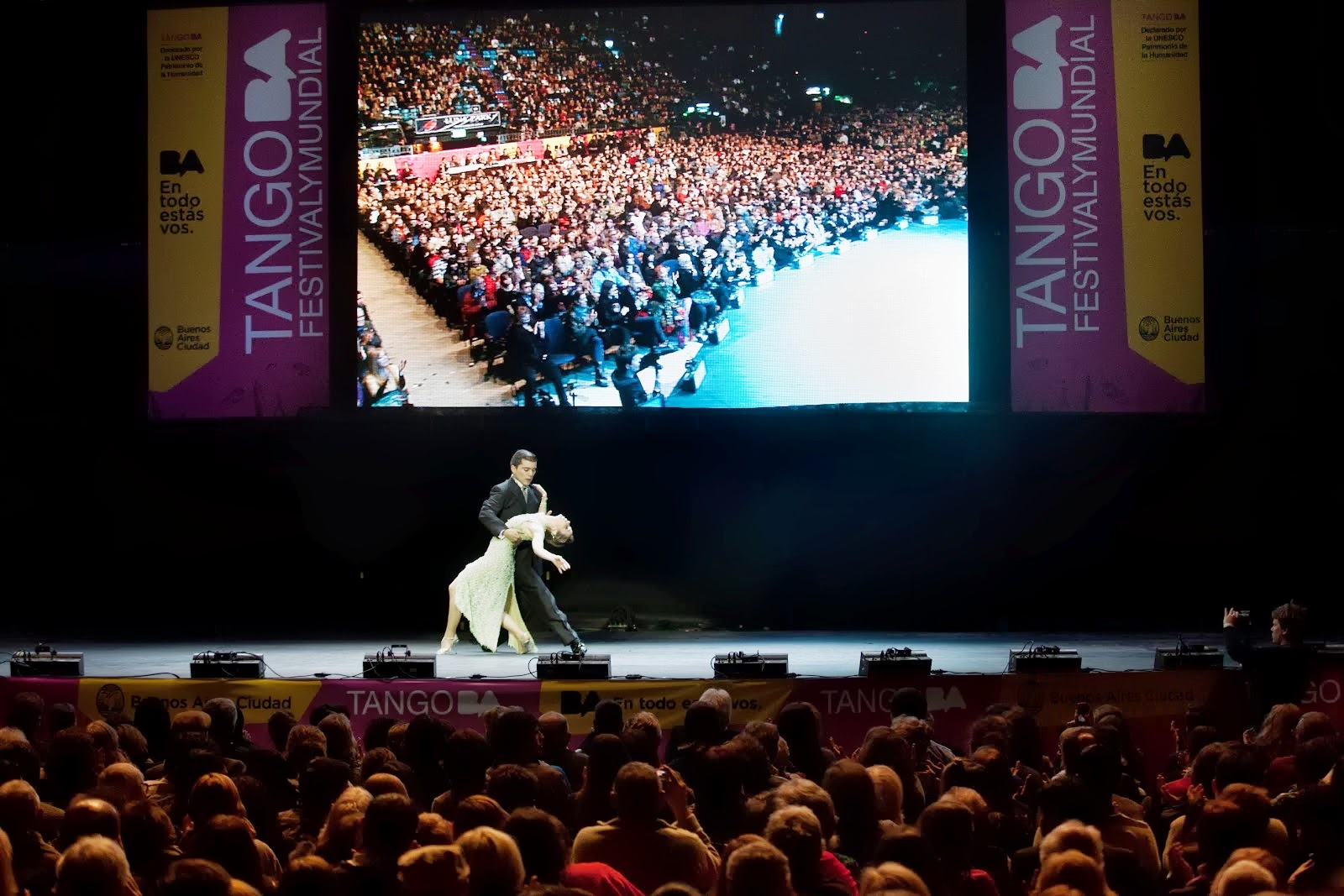
Género musical: Tango.

#### Problemática de la clasificación
Categorizar la música se hace necesario para clasificarla comercial e históricamente, además de conceptualizarla, distinguirla y definirla más claramente. El uso de etiquetas puede además actualmente dirigir el desarrollo de la nueva música al extremo de ayudar a cultivar el interés y la participación de la audiencia en los estadios iniciales de una tendencia.
Sin embargo, uno de los inconvenientes al agrupar música por géneros reside en que se trata de un proceso subjetivo que resulta muy influido por el conocimiento personal y la forma de cada uno de sentir y escuchar la música. Esto es especialmente cierto en las "grandes categorías" que clasifican a la música en culta o música popular, debido al alto grado de abstracción que la complejidad del conjunto requiere para encontrar características comunes, y -en el otro extremo- en el caso de subgéneros por especificación detallada que contrasta también con la complejidad de orígenes e influencias de una obra determinada. Un ejemplo de esto último es la música de Led Zeppelin, que puede ser llamada heavy metal, hard rock, blues rock, en función de lo que cada uno interprete.
Algunas personas sienten que la categorización de la música en géneros se basa más en motivos comerciales y de mercado que en criterios musicales. Por ejemplo John Zorn, un músico cuya obra ha cubierto una amplia gama de géneros, escribió que estos son herramientas usadas para «hacer más cómoda y comercializable la compleja visión personal de un artista».